# Polideportivo Municipal Gustavo Torito Rodríguez
El Estadio Polideportivo Municipal Gustavo Torito Rodríguez es un estadio ubicado en San Martín, Mendoza, su construcción inició en 2009, demandó una fuerte inversión de casi $20 millones y tardó más de dos años y medio en terminarse. Está capacitado para ser escenario de deportes como básquetbol, handball, vóley y boxeo, así como también para albergar espectáculos de todo tipo. En año 2013, fue elegidó como una sede para albergar la Liga Mundial de Voleibol

## Instalaciones
El estadio cuenta con seis bases en las que asientan seis columnas de estructura metálica. Vigas de estructura metálica. Ocupado por un ring reglamentario de box, en el playón entran 6.000 sillas, dejando libres seis amplios pasillos. Entran dos canchas de hockey sobre patines, de 20 por 40 metros cada una. Esta es la disciplina deportiva que se practica bajo techo que mayor superficie necesita. Esto equivale a 4 canchas de básquetbol. El piso es de madera, suspendido. Está soportado por un entramado de metal y tiene tacos de goma que lo separan del entablonado. De gran flexibilidad. Plastificado. Cuando el playón debe ser ocupado por sillas, se lo protege con la colocación de planchas fenólicas que fueron incluidas dentro del presupuesto de la construcción del estadio.
Su capacidad es de 4.000 espectadores sentados, ubicados en los cuatro laterales. Debajo de la tribuna se encuentran la enfermería, sala de máquinas, depósito y bar. Por debajo de las tribunas quedan espacios libres, en dos niveles, destinados especialmente para que los equipos realicen ejercicios precompetitivos. También cuenta con Gimnasio interno para realizar ejercicios con pesas, pilates, etcétera. Ocho cabinas de transmisión suspendidas desde el techo. Permiten una visión total del estadio. Equipadas con todas las conexiones necesarias para medios digitales, radiales, gráficos y televisivos.
En el exterior se encuentran, salones de gimnasio para realizar actividades de aerobic y entrenamiento. Depósito para equipamiento deportivo del estadio. Playón deportivo descubierto con dos canchas de básquetbol. Playón de ingreso con lozas de cemento, con terminación en colores diversos. Cuenta con una iluminación Natural: Ventanales que rodean completamente el estadio en la parte superior de las tribunas. Ventanas que rodean el edificio en todo el contorno, detrás de las tribunas. Lucernario o megaclaraboya ubicada en el centro de la cubierta del estadio, de forma piramidal y que lo atraviesa transversalmente. Permite captar la luz diurna y no se requiere iluminación artificial durante el día. Artificial: Reflectores de última generación. Permiten una iluminación pareja de todo el interior del estadio. Posibilitan lograr sobradamente la claridad suficiente como para que se realicen televisaciones en directo de alta calidad.
Cuenta con cuatro núcleos sanitarios, ubicados en cada ángulo del estadio. En cada uno hay baños para ambos sexos, con artefactos, grifería, pisos y revestimientos cerámicos de primera calidad. Tiene cuatro vestuarios, dos en cada mitad del playón deportivo. Permite que, por ejemplo, cuatro equipos completos de básquetbol estén utilizándolos. Equipados con sanitarios completos, incluyendo duchas. Posee un sistema contra incendios, luces de emergencia, sistema de alarma, señalización lumínica y salidas amplias que permiten desalojar 10.000 personas en pocos minutos.

## Historia
El polideportivo municipal lleva el nombre de Gustavo Rodríguez, el primer empleado municipal con síndrome Down en Mendoza. El torito como le decían todos quienes visitaban el viejo polideportivo del Barrio San Pedro, era muy conocido por participar en numerosas disciplinas deportivas y bailar en el conjunto de danzas Allue Quimey donde compartía con sus amigos momentos de lenguaje artístico. Fue muy amigo del Director de Deportes Cristian Etem y la campeona Yésica Marcos. La imposición de su nombre no fue discutida por ningún edil en el Concejo Deliberante. Desde ese día su nombre es símbolo del deporte en el departamento municipal de San Martín y el escenario para una conjunción de eventos de relieve provincial, nacional e internacional.
Ubicado sobre la avenida Eva Perón, ex Costacanal Montecaseros, en territorio del barrio San Pedro. El polideportivo era un sueño de los habitantes del Este. Su construcción demandó una fuerte inversión de casi $20 millones y tardó más de dos años y medio en terminarse. Pese a que todavía en ese entonces faltaban varios detalles, como equiparlo totalmente con elementos deportivos necesarios, amoblar las salas de servicios, comprar los equipos de climatización y colocar algunos accesorios, el estadio ya estabá en pleno funcionamiento. Desde que se inauguró oficialmente, el 25 de noviembre, no ha dejado de tener actividades y ya hay competencias y eventos nacionales programados para los años venideros